# Миллер, Фрэнк (криптограф)
Фрэнк Миллер (англ. Frank Miller, 1842 — 1925) — американский криптограф, банкир и попечитель Стэнфордского университета. Изобрёл одноразовый блокнот в 1882 году, за 35 лет до патента, выданного Гилберту Вернаму.

## Биография
Окончил Йельский университет, а затем присоединился к армии Союза во время Гражданской войны в США, где был ранен во время Второй битвы при Булл-Ран.